# Kinesisk staksill
Kinesisk staksill (Tenualosa reevesii) är en fiskart som först beskrevs av Richardson, 1846.  Kinesisk staksill ingår i släktet Tenualosa och familjen sillfiskar. Inga underarter finns listade i Catalogue of Life.